# Libyjská vlajka

Libyjská vlajka
Poměr stran: 1:2

Libyjská námořní válečná vlajka
Poměr stran: 2:3

Vlajka Libye je používána od začátku občanské války v roce 2011 a byla hlavním symbolem revoluce. Převzata byla od Libyjského království (1951–1969).
Vlajka je tvořena listem o poměru stran 1:2 se třemi vodorovnými pruhy: červeným, černým a zeleným v poměru šířek 1:2:1. Uprostřed vlajky je umístěn bílý půlměsíc a bílá pěticípá hvězda.
Barvy vlajky symbolizují tři historické libyjské kraje:  Fezzán (červená),  Kyrenaiku (černá) a Tripolsko (zelená).

Rozměry libyjské vlajky
Rozměry libyjské vlajky

## Historie

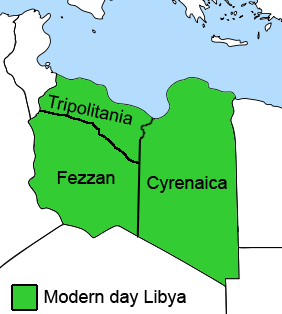
Historické provincie Libye (Tripolsko, Kyrenaika a Fezzán)

Pobřeží dnešní Libye bylo osídlováno již ve starověku (Féničany, Řeky, Římany či Araby). První (doložené) vlajky tohoto území jsou historické vlajky dnešních měst Tripolisu a Benghází, které na mapu Středozemního moře nakreslil roku 1462 Ibrahim Tripolský. Vlajku Tripolisu tvořil zelený list s bílým půlměsícem. Vlajka Benghází byla červená, s bílým půlměsícem a čtyřmi, pod sebou umístěnými hvězdami ve vlající části (nejsou obrázky).
Od 16. století bylo území postupně připojováno k Osmanské říši. Roku 1510 dobyli Španělé Tripolis, roku 1521 byla k Osmanské říši připojena Kyrenaika a roku 1551 Tripolsko. Vlajka osmanského sultána (zavedená roku 1518) byla užívána pro turecký vazalský stát Tripolis i poté co tuto vlajku sultán opustil. Vlajka měla na zeleném listu tři půlměsíce, položené proti sobě. Oproti zobrazené vlajce, jsou ve zdroji půlměsíce blíže žerďové části.
Roku 1710 vytvořil Ahmed Karamanli dědičný emirát Tripolské místodržitelství spojením Tripolska, Kyrenaiky a Fezzánu. Užíval vlajku se střídavě červenými a žlutými, horizontálními pruhy - 6 červených, 5 žlutých (není obrázek). Roku 1835 byl emirát poražen, navrácen k Osmanské říši a vráceny vlajky Tripolska.
V pozdější době jsou známy i jiné vlajky, šlo však pravděpodobně o vlajky lokální či obchodní. Země od roku 1835 užívala na mezinárodní úrovni vlajku Osmanské říše. Ta byla tvořena červeným listem s bílým půlměsícem a bílou osmicípou hvězdou. V roce 1844 byla hvězda změněna na pěticípou a emblém se posunul k žerdi.

Vlajka Tripolisu (1551–1710)
Vlajka Osmanské říše v Libyi (1835/44–1912)

Po Italsko-turecké válce anektovala Itálie 18. října 1912 území Libye a vytvořila dvě kolonie: Tripolsko a Kyrenaiku. Po zřízení kolonií se začala užívat tehdejší vlajka Italského království. Po odporu obyvatelstva byla 16. listopadu 1918 vyhlášena Tripolská republika a v roce 1919 přiznala Itálie autonomii Tripolské republice i emirátu Kyranaika. Obě území užívala své vlajky, jejich existence je však sporná. Roku 1922 uzavřely tyto státy pakt proti Itálii ale 12. listopadu 1922 po fašistickém převratu v Itálii byla koloniální správa obnovena. Plnou kontrolu se nad územím podařilo obnovit až v roce 1933 a všechna tři historická území byla od 1. ledna 1934 sjednocena pod názvem Libye. Nová vlajka nebyla přijata, užívala se vlajka Italského království.
Během 2. světové války se válčící strany střídaly v kontrole na částmi území Libye, v letech 1942–43 byly Tripolisko a Kyrenaika obsazena Brity a v roce 1943 byl Fezzán obsazen Francouzi. Britské a francouzské vlajky se tak staly vlajkami příslušných území. Po válce se na základě Pařížské smlouvy (Mírová smlouva s Itálií) z 10. února 1947 stala Libye svěřeneckým územím OSN pod společnou správou Francie a Spojeného království.

Vlajka Italského království v Libyi (1912–1946) Poměr stran: 2:3
Vlajka Spojeného království v Libyi (1942–1946) Poměr stran: 1:2
Francouzská vlajka v Libyi (1943–1946) Poměr stran: 2:3

V roce 1949 vznikl, po jednostranném vyhlášení nezávislosti, Emirát Kyrenaika, který byl 1. června téhož roku uznán i Spojeným královstvím. Vlajkou emirátu se stal černý list s bílým půlměsícem a bílou, pěticípou hvězdou. Vlajka se užívala v Kyranaice již od roku 1947 s poměrem stran 1:2, dle některých zdrojů byl poměr stran 2:3. Vlajka byla odvozena z praporu dynastie Senussi.
24. prosince 1951 bylo vyhlášeno Spojené libyjské království jako federace Kyrenaiky, Tripoliska a Fezzánu. Vlajkou (přijatou již 21. prosince 1951) se stal list se třemi horizontálními pruhy o poměru šířek 1:2:1, s barvami červená (dle ústavy signální červená), černá a zelená (permanentní zeleň). Uprostřed listu o poměru stran 1:2 byl bílý půlměsíc s bílou, pěticípou hvězdou. Dle ústavy ze dne 7. října 1951 je v článku 7, hlavy první, popsána vlajka tak, že půlměsíc musí být na straně hvězdy přivrácené k žerdi a střed kružnice (jež tvoří z části půlměsíc) je přesně ve středu vlajky. Hvězda má ležet v otevřené části půlměsíce a jeden cíp směřuje do středu vlajky. Článek určuje i další rozměry a umístění půlměsíce i hvězdy. Barvy vlajky symbolizovaly tři základní provincie: červená symbolizovala Fezzán, zelená Tripolsko a místo narození libyjského krále Idrise I. a černá barva pruhu s bílým půlměsícem a hvězdou symbolizovala Kyrenaiku, půlměsíc přesídlení proroka Mohameda z Mekky do Medíny v roce 622 (tzv. Hidžru) a hvězda symbolizovala naději. Vlajka je shodná se současnou vlajkou, užívanou od roku 2011.
25. dubna 1963 se federace Spojeného libyjského království změnila na unitární Libyjské království. Státní symboly se v této souvislosti nezměnily.

Vlajka Kyrenaiky (1949–1951) Poměr stran: 2:3
Vlajka Libyjského království (1951–1969), shodná se současnou Poměr stran: 1:2
Vlajka Krále Idrise I. (1951–1969) Poměr stran: 2:3

1. září 1969 vznikla po vojenském puči Libyjská arabská republika v čele s Muammarem Kaddáfím. Vlajkou se stala 7. listopadu 1969, po vzoru dalších arabských zemí, vlajka s červeno-bílo-černými horizontálními pruhy.
2. září 1971 byla ustanovena Federace arabských republik. Členskými státy byly kromě Libye ještě Egypt a Sýrie. Nová vlajka o poměru stran 2:3 byla zavedena s účinností od  1. ledna 1972. Byla tvořena červeno-bílo-černými horizontálními pruhy se žlutým znakem federace uprostřed bílého pruhu. Znak byl tvořen sokolem, hledícím heraldicky vlevo. Sokol měl na hrudi umístěný prázdný štít (také žlutý) a držel v pařátech stuhu s arabským nápisem Federace arabských republik. Na rozdíl od egyptské a syrské vlajky (ty byly totožné) bylo pod stuhou ještě ohraničené pole s arabským nápisem Arabská libyjská republika. Červená barva na vlajce symbolizovala boje za svobodu, bílá mír a černá koloniální minulost. Sokol byl symbolem kmene Kurajšovců.
2. března 1977 byl změněn název Libye na Velká libyjská arabská lidová socialistická džamáhíríje. Ke změně státních symbolů v této souvislosti nedošlo. 17. listopadu téhož roku ale egyptský prezident Anvar as-Sádát zahájil mírové jednání s Izraelem. Libyjská vláda následně přerušila s Egyptem veškeré styky a přijala usnesení o změně státní vlajky. Důvodem bylo vyvěšení egyptských vlajek při návštěvě Sádáta v Jeruzalémě, které klasifikovala jako znesvěcení své vlajky. Mimořádné zasedání parlamentu schválilo usnesení o zničení všech libyjských, dosavadních vlajek na celém světě, které se uskutečnilo 19. listopadu. V tento den byly libyjskými diplomaty tyto vlajky na celém světě veřejně páleny a na zastupitelských úřadech zavlály unikátní, monochromatické, zelené vlajky. Zelená barva vlajky symbolizovala islám, Zelenou revoluci a Zelenou knihu Muammara Kaddáfího. Poměr stran vlajky byl stanoven na 1:2.

Libyjská vlajka (1969–1971) Poměr stran: 1:2
Libyjská vlajka Federace arabských republik (1972–1977) Poměr stran: 2:3
Egyptská vlajka Federace arabských republik (1972–1984) Poměr stran: 2:3
Syrská vlajka Federace arabských republik (1972–1980) Poměr stran: 2:3
Libyjská vlajka (1977–2011) Poměr stran: 1:2
Libyjská námořní válečná vlajka (1977–2011) Poměr stran: 2:3

Od 13. ledna 2011 v návaznosti na protesty v jiných arabských zemích začaly v Libyi demonstrace proti Kaddáfímu které přerostly v libyjskou občanskou válku. Symbolem protestů se stala vlajka Libyjského království z let 1951–1969. 3. března se stala tato vlajka oficiální vlajkou tzv. Dočasné národní přechodné rady; kromě vlajky z roku 1951 se užívaly i její varianty se stejně širokými pruhy, ale i pruhy svislými. Země byla následně přejmenována na Libyjský stát. Poté, co byla v září 2011 Dočasná národní přechodná rada přijata Valným shromážděním OSN jako právoplatný zástupce Libye, začalo OSN používat nové oficiální označení státu a novou vlajku.